# ポワトゥー＝シャラント地域圏
ポワトゥー＝シャラント地域圏(Poitou-Charentes) は、フランスの西部、大西洋に面するかつて存在した地域圏である。広さは日本の長野県と新潟県を併せたほどで、域内人口は横浜市の半分ほどである。州都はポワチエ。2004年からの知事は社会党所属のセゴレーヌ・ロワイヤルであった。
2016年1月1日、アキテーヌ地域圏、リムーザン地域圏と統合し、ヌーヴェル＝アキテーヌ地域圏となった。

## 歴史

地域圏の紋章

ポワトゥー＝シャラントの歴史は、ヴィシー政権下での地域圏創設に始まる。この地域圏には明かな独自性がないまま、フランス中央西部のトゥールとボルドーの間の空白地帯にあるかつての州、ポワトゥー、アングーモワ、サントンジュ、オーニスを統合することでできた。ラ・ロシェルとほぼ同規模の都市であるポワチエが地域圏首府に選ばれたのは、大学都市であったためであった。

## 行政
地域圏議会は定員56名で構成される。2007年フランス大統領選挙では、社会党の大統領候補セゴレーヌ・ロワイヤル支持に回った。

## 統計
住民の少数派が、ポワトゥー語、サントンジュ語、リムーザン語といった言語を話している。

## 行政区画
| 名称                                         | 人口(人) | 州都/主府/本部           | 備考 |
| -------------------------------------------- | -------- | ------------------------ | ---- |
| ヴィエンヌ県 Vienne                          | 408,000  | ポワチエ Poitiers        |      |
| シャラント県 Charente                        | 344,000  | アングレーム Angoulême   |      |
| シャラント＝マリティーム県 Charente-Maritime | 588,000  | ラ・ロシェル La Rochelle |      |
| ドゥー＝セーヴル県 Deux-Sèvres               | 352,000  | ニオール Niort           |      |

## 経済
主要産業は農業と漁業である。コニャックやピノー・デ・シャラント（fr）、『エシレ・バター』等の乳製品の生産が知られる。

## 交通
TGVのパリ＝ボルドー間、ナント＝ボルドー間にあり、ロワイヤンのような観光地を抱える。